# Кордовадо
Кордовадо (итал. Cordovado) је насеље у Италији у округу Порденоне, региону Фурланија-Јулијска крајина.
Према процени из 2011. у насељу је живело 2607 становника. Насеље се налази на надморској висини од 16 м.

## Становништво
| 1936. | 1951. | 1961. | 1971. | 1981. | 1991. | 2001. | 2011. |
| ----- | ----- | ----- | ----- | ----- | ----- | ----- | ----- |
| 2.483 | 2.691 | 2.420 | 2.451 | 2.394 | 2.441 | 2.518 | 2.748 |